# Češljeva Bara
Češljeva Bara (cyr. Чешљева Бара) – wieś w Serbii, w okręgu braniczewskim, w gminie Veliko Gradište. W 2011 roku liczyła 278 mieszkańców.